# Beaufay
Beaufay is een gemeente in het Franse departement Sarthe (regio Pays de la Loire). De plaats maakt deel uit van het arrondissement Le Mans. Beaufay telde op 1 januari 2022 1.523 inwoners.

## Geografie
De oppervlakte van Beaufay bedroeg op 1 januari 2022 23,87 vierkante kilometer; de bevolkingsdichtheid was toen 63,8 inwoners per km².

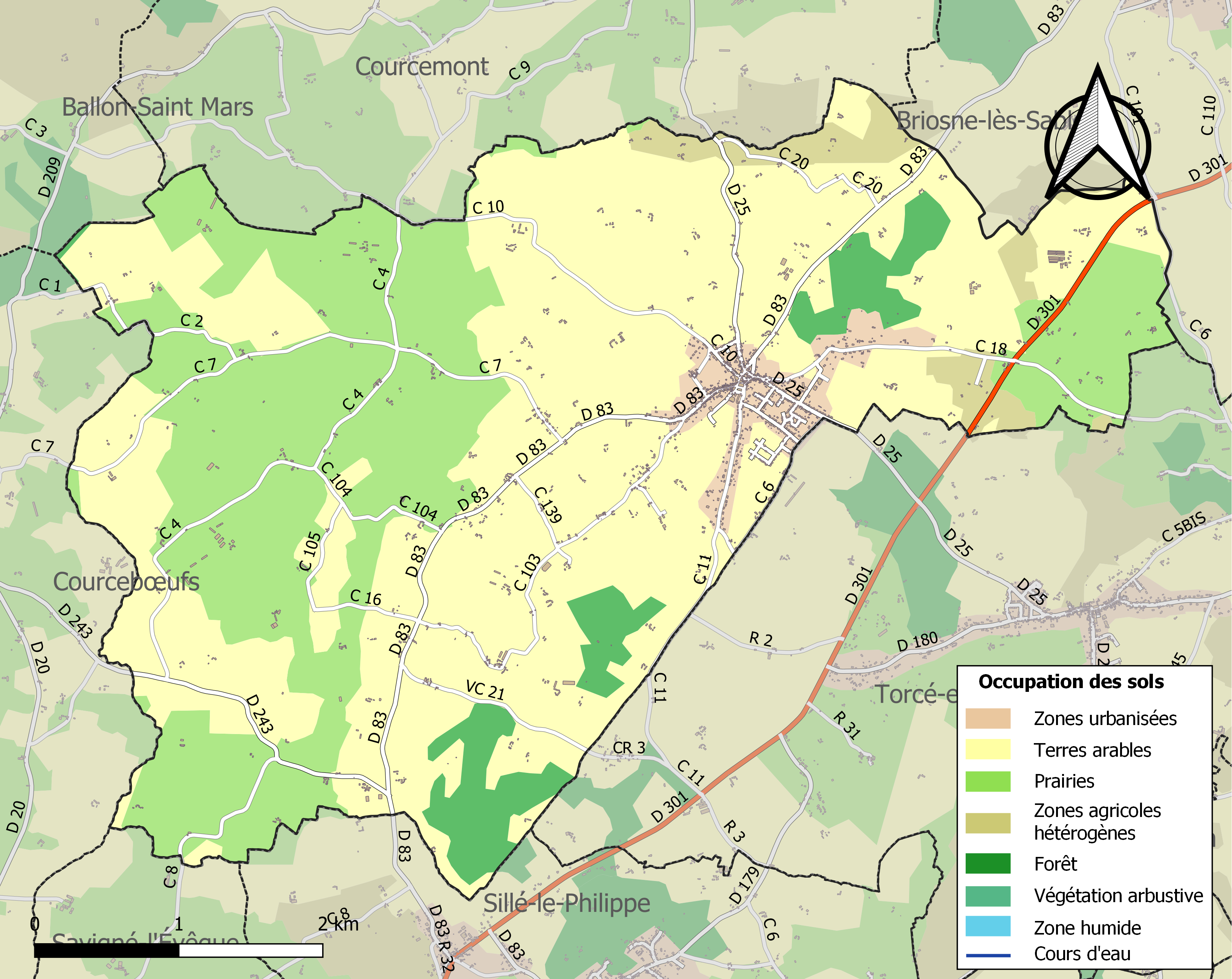
Kaart van de gemeente met de belangrijkste infrastructuur, bodemgebruik en omliggende gemeenten

## Demografie
Onderstaande figuur toont het verloop van het inwonertal (bron: INSEE-tellingen).

## Geboren
- Roger Legeay (1949), wielrenner en ploegleider